# ميخائيل مكدونالد
ميخائيل مكدونالد (بالإنجليزية: Michael James McDonald)‏ هو كاتب سيناريو وممثل أمريكي، ولد في 31 ديسمبر 1964 في الولايات المتحدة.

## أعمال

### أفلام
- (1995) العزلة[4]
- (2015) جاسوس[5]
- (2016) الرئيسة[6]

### مسلسلات
- ماد تي في

## وصلات خارجية
- ميخائيل مكدونالد على موقع IMDb (الإنجليزية)
- ميخائيل مكدونالد على موقع ميوزك برينز (الإنجليزية)
- ميخائيل مكدونالد على موقع إن إن دي بي (الإنجليزية)
- ميخائيل مكدونالد على موقع ديسكوغز (الإنجليزية)
- ميخائيل مكدونالد على موقع قاعدة بيانات الفيلم (الإنجليزية)